# Мария Ресамие
Мария Ресамие е измислена героиня в популярната комедийна поредица на BBC „Ало, ало!“ (1982 – 1992). Ролята е изиграна от актрисата Франческа Гоншоу. В българския дублаж се озвучава от Венета Зюмбюлева.

## Описание на героя

### Роля
Мария е (също като Ивет и заместничката и Мими) млада сервитьорка в ресторанта на Рене Артоа. Изпитва любов към него и двамата имат дълга връзка. За да могат да се прегръщат и целуват винаги трябва да се качва на малко столче поради ниския и ръст. Тя е бедно момиче и работи в ресторанта за малка заплата. Това я кара нощем, заедно с Ивет, да проституира за парафин, бензин, захар, масло и шоколад, продавайки тялото си на германците или иначе ще бъде разстреляна. Германците са и ѝ единствените клиенти, който разполагат във военновременна Франция с пари и провизии.

### Подбрани моменти
Заедно с останалите Мария смело помага на съпротивата. В епизодите „Pigeon Post“ (Пощенски гълъби) и „Flight of Fancy“ (Самоелт на мечтите), Мария се дигизира като млад ученик, но забравя да махне жартиерите и дългите чорапи на краката си. Това буди вниманието на лейтенант Хуберт Грубер и той разпитва Рене за нея.
Мария е видяна за последно в края на 3-тя сезон, когато изчезва от екраните на сериала, след като се прикрива като пратка от Червения кръст и е изпратена обратно в Швейцария. Причината за това е недостатъчното пощенски марки, които тя сложила.

### „Р“
Мария има известни проблеми с произношението на буквата „р“. Прави го много силно и повечето пъти плюе при говорене.